# Хегг, Юхан
Юхан Хегг (швед. Johan Hegg; род. 29 апреля 1973, Стокгольм) — шведский вокалист и один из основателей дэт-метал-группы Amon Amarth.

## Биография
Юхан Хегг родился в Стокгольме, 29 апреля 1973 года.
В 1992 году он вместе с Андерсом Ханссоном, Олави Микконеном, Тэдом Лундстрёмом и Нико Мейра основал группу Amon Amarth в шведском городе Тумба, пригороде Стокгольма. Музыканты выпустили более десяти студийных альбомов. Одиннадцатая по счёту пластинка Berserker вошла в число 40 лучших альбомов в четырнадцати странах мира.
Известен своим увлечением викингами, пивом, металом и йогой. Под влиянием скандинавской истории начал писать тексты песен. В детстве Хегг увлекался творчеством Iron Maiden, Metallica и Judas Priest.
Женат на Марии Хегг. Живёт вместе с супругой в сельской местности неподалёку от Эребру.

## Дискография

#### Гостевое участие
• 2000: Purgatory – бэк-вокал на альбоме Blessed With Flames of Hate

• 2009: The Project Hate MCMXCIX – Our Wrath Will Rain Down from the Sky с альбома The Lustrate Process

• 2012: Evocation – Into Submission auf dem Album Illusions of Grandeur

• 2018: Saxon – Predator с альбома Thunderbolt

• 2018: Doro – If I Can't Have You, No One Will с альбома Forever Warriors, Forever United

• 2018: Metal Allegiance – King with a Paper Crown с альбома Volume II: Power Drunk Majesty

• 2020: In Extremo – Wer kann segeln ohne Wind с альбома Kompass zur Sonne

• 2021: Powerwolf – Nightside of Siberia с альбома Call of the Wild

## Фильмография
• 2014: Норды - Сага о викингах